# 麻生塾工業高等学校
麻生塾工業高等学校（あそうじゅくこうぎょうこうとうがっこう）は、福岡県飯塚市に存在していた高等学校。

## 概要
1939年に現在の高等学校相当の麻生塾が設置される。少人数の全寮制で、斯道塾の理念を受け継いでいた。高等小学校卒業を集めて就学期間は3年。就学に必要なもの、生活に必要なものは全て支給したため県内外から志望者が殺到。麻生商店に就職する義務は無く、上級学校への進学も自由であったために、文系大学に進学して大学教授にまでなった卒業生もいる。
空襲で残った財団法人斯道文庫の蔵書を引き取る。
1947年に財団法人麻生塾となる。
1948年に学制改革で麻生塾工業高等学校に転換。
1958年に引き取っていた斯道文庫の蔵書を慶應義塾大学に寄贈。
1959年に機械科を設置。
1970年に工業化学科を設置。
1982年に廃校。
卒業生は計555人。存在していた場所には校訓の石碑と、鈴木善幸揮毫の記念碑が残る。教育理念は麻生グループの専門学校へと引き継がれる。